# Helen Foster
Helen Foster (Independence, 23 maggio 1906 – Los Angeles, 25 dicembre 1982) è stata un'attrice statunitense.

## Biografia
Iniziò gli studi Kansas City e li terminò in Florida. Al 1925 risalgono le sue prime interpretazioni di commedie e di western. Nel 1928 recitò in Road to Ruin di Dorothy Davenport, il cui remake uscì nel 1934 diretto dalla stessa regista e nuovamente interpretato da Helen Foster. 
Gli anni dal 1927 al 1929 furono i più prolifici, con 23 film interpretati. Il suo primo film sonoro fu Gold Diggers of Broadway, del 1929, anno in cui fu scelta fra le tredici WAMPAS Baby Stars. Anche nei primi anni trenta la sua attività cinematografica fu intensa per poi calare repentinamente: dal 1939 al 1956 apparve in nove particine, l'ultima ne Il giro del mondo in 80 giorni, con David Niven. 
Foster morì a Los Angeles nel 1982.

## Riconoscimenti
- WAMPAS Baby Star nel 1929

## Filmografia parziale
- On the Go (1925)
- Close Shaves (1926)

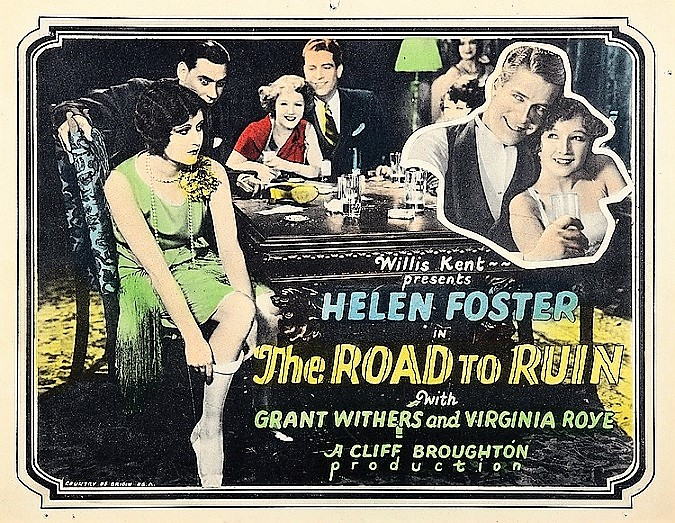
Poster del film The Road to Ruin (1928)

- California or Bust, regia di Phil Rosen (1927)
- Hands Off (1927)
- The Road to Ruin (1928)
- Sweet Sixsteen (1928)
- L'acrobata del cielo (1929)
- Linda (1929)
- Should a Girl Marry? (1930)
- The Primrose Path, regia di William A. O'Connor (1931)
- Lucky Larrigan (1932)
- The Road to Ruin, regia di Mrs. Wallace Reid (Dorothy Davenport) e Melville Shyer (1934)
- School for Girls (1934)